# Tenuiphantes perseus
Tenuiphantes perseus es una especie de araña araneomorfa del género Tenuiphantes, familia Linyphiidae. La especie fue descrita científicamente por van Helsdingen en 1977.
La longitud del prosoma del macho es de 0,82-0,87 milímetros y el de la hembra 0,95 milímetros. La longitud del cuerpo del macho es de 1,8-2,05 milímetros y de la hembra 1,75-2,50 milímetros. La especie se distribuye por Rusia, Georgia, Azerbaiyán e Irán.